# Botond Storcz
Botond Storcz (ur. 30 stycznia 1975 w Budapeszcie) – węgierski kajakarz. Trzykrotny złoty medalista olimpijski.
Na początku kariery największe sukcesy odnosił w jedynkach. W 1997 został mistrzem świata na 500 oraz 1000 metrów i został wybrany sportowcem roku na Węgrzech. Później zaczął pływać w dwójce i czwórce. W 2000 w Sydney został mistrzem olimpijskim na dystansie 500 m w dwójce wspólnie z Zoltánem Kammererem oraz w czwórce na 1000 m (Storcz, Kammerer, Akos Vereckei, Gábor Horváth). W Atenach czwórka w niezmienionym składzie obroniła tytuł mistrzowski. Wielokrotnie stawał na podium mistrzostw świata i Europy.

## Starty olimpijskie (medale)
Sydney 2000
- K-2 500 m, K-4 1000 m - złoto

Ateny 2004
- K-4 1000 m - złoto